# Miniopterus macrocneme
Minopterus macrocneme es una especie de murciélago de la familia Vespertilionidae.

## Distribución geográfica
Se encuentra en Papúa Nueva Guinea, Indonesia Islas Salomón Vanuatu y Nueva Caledonia.